# Straucheibisch
Der Straucheibisch (Hibiscus syriacus), auch Scharonrose, Syrischer Eibisch, Garteneibisch oder Festblume genannt, gehört zur Gattung Hibiskus (Hibiscus) in der Familie der Malvengewächse (Malvaceae). Er stammt aus China, wird aber in den meisten Regionen mit tropischem bis gemäßigtem Klima kultiviert.

## Beschreibung
Beim Straucheibisch handelt es sich um einen laubabwerfenden Strauch, der Wuchshöhen von 1 bis 4 Meter erreichen kann. Die meist rhombisch-eiförmigen, mehr oder weniger dreilappigen, grob kerbsägigen Laubblätter sind 2,5 bis 9 cm lang und 1,5 bis 5 cm breit. Der behaarte Blattstiel ist 0,5 bis 3,5 cm lang. Die Nebenblätter sind 4 bis 6 mm lang.
Sehr zahlreich erscheinen die in den Blattachseln einzeln stehenden Blüten. Der Blütenstiel ist 0,5 bis 2 cm lang. Die ausgebreiteten, radiärsymmetrischen, zwittrigen, fünfzähligen Blüten weisen einen Durchmesser von etwa 4 bis 8 cm auf. Die sieben bis neun Außenkelchblätter sind schmal lanzettlich bis linealisch, 6 bis 15 mm lang und besitzen Sternhaare. Die fünf 1,2 bis 1,7 cm langen, gelblichen Kelchblätter sind bis zur Hälfte verwachsen und besitzen Sternhaare. Die fünf weißen, rosa-, purpurfarbenen, violetten oder blauen verkehrt-eiförmigen Kronblätter sind 4 bis 5 cm lang und 2 bis 3,5 cm breit.
Wie es für die Unterfamilie Malvoideae charakteristisch ist, sind die Kronblätter in der Knospenlage razemisch nach links oder rechts gedreht und die vielen Staubblätter zu einer den Stempel umhüllende Röhre verwachsen, der sogenannten Columna. Es gibt auch Sorten mit gefüllten Blüten.
Die Kapselfrucht weist eine Länge von 1,5 bis 2 cm und einen Durchmesser von 1 cm auf. Die Samen sind 2 bis 4 mm lang, tief nierenförmig und in der Medianebene fast ringsum von einem dichten Kranz feinster, rund 2 mm langer "Wimpern" umsäumt. Dies verbessert deren Ausbreitungsfähigkeit durch den Wind.
Die Chromosomenzahl beträgt 2n = 80 oder 80–84.

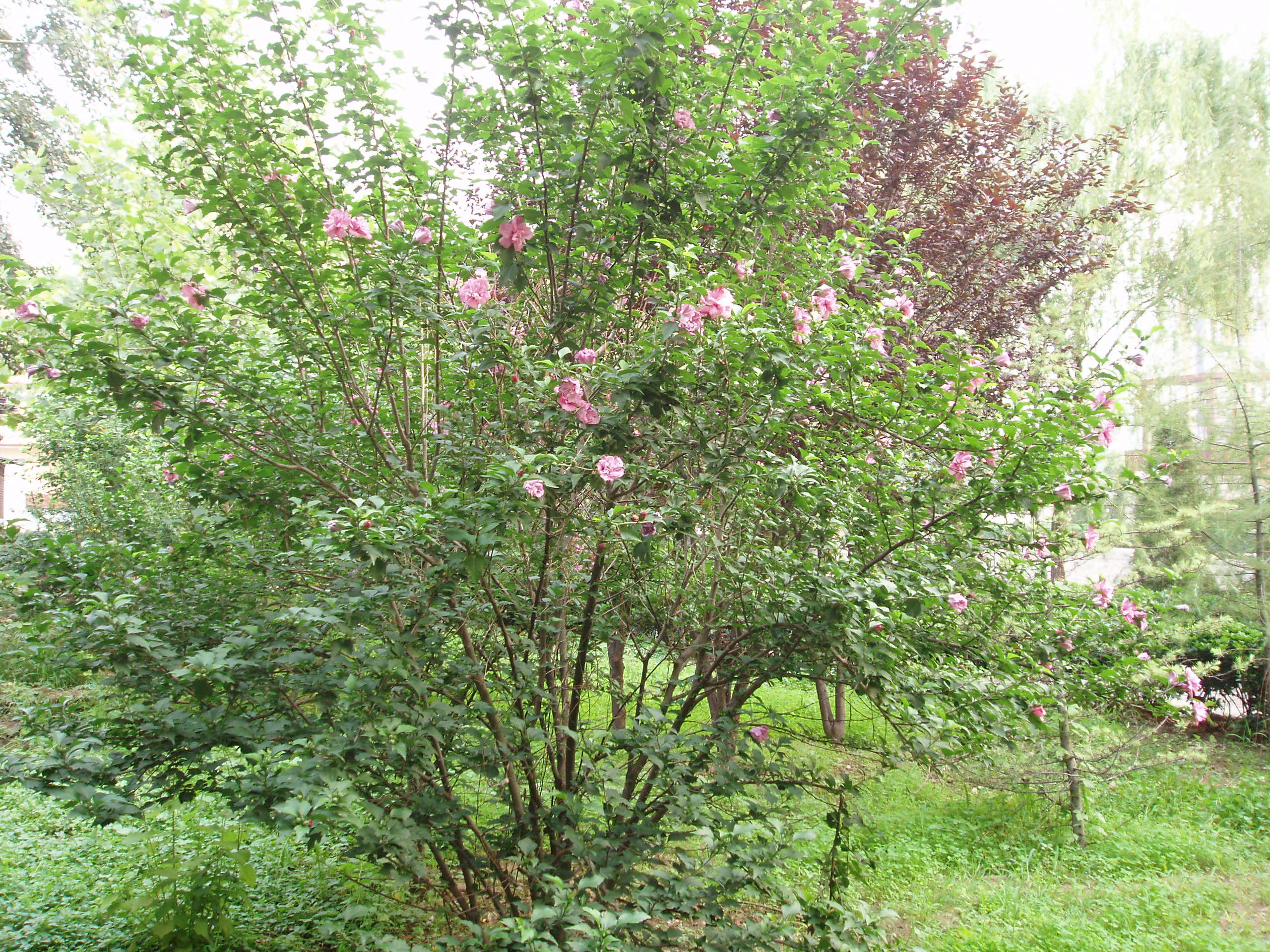
Straucheibisch (Hibiscus syriacus)

## Taxonomie
Der Straucheibisch wurde 1753 von Carl von Linné in Species Plantarum erstveröffentlicht. Sein botanischer Name geht auf Caspar Bauhin zurück, der diese Art in seinem 1623 erschienenen Werk Pinax theatri botanici als Alcea arborescens syriaca bezeichnete.

## Vorkommen
Der Straucheibisch kommt ursprünglich nur in China vor und ist dort in den folgenden Provinzen einheimisch: Anhui, Guangdong, Guangxi, Jiangsu, Sichuan, Taiwan, Yunnan und Zhejiang. Dort kommt er an Küstenklippen, Abhängen, Flussufern und Straßenrändern bis in 1200 m Meereshöhe vor.
Der Straucheibisch wird in seinem natürlichen Verbreitungsgebiet wie auch anderswo in China häufig kultiviert. Er gelangte über alte Handelswege früh in den Orient.
Die ökologischen Zeigerwerte nach Landolt et al. 2010 sind in der Schweiz: Feuchtezahl F = 3w (mäßig feucht aber mäßig wechselnd), Lichtzahl L = 4 (hell), Reaktionszahl R = 3 (schwach sauer bis neutral), Temperaturzahl T = 4+ (warm-kollin), Nährstoffzahl N = 3 (mäßig nährstoffarm bis mäßig nährstoffreich), Kontinentalitätszahl K = 4 (subkontinental).

## Nutzung
Es gibt zahlreiche Sorten, die als Zierpflanzen in Parks und Gärten dienen.
In Mitteleuropa wird der Straucheibisch in vielen Formen als Zierstrauch in Gärten kultiviert, kommt aber nur in klimatisch begünstigten Lagen ohne Winterschutz aus.
Blätter und Blüten werden roh oder gegart gegessen. Auch die unterirdischen Pflanzenteile sind essbar. Medizinisch werden Pflanzenteile vielfältig eingesetzt. Die Pflanzenfasern werden genutzt. Ein Haarwaschmittel wird aus den Blättern hergestellt. Die Blüten kann man zum Blaufärben verwenden.

## Kulturgeschichtliche Bedeutung

### Rose von Scharon
Der Straucheibisch wird oft irrtümlich mit der biblischen Rose von Scharon gleichgesetzt, obwohl er ursprünglich nicht in der Levante beheimatet ist.

### Nationalblume Südkoreas
Der koreanische Name ist Mugunghwa (Hangul:무궁화, Hanja: 無窮花) und mit „die unvergängliche Blume“ übersetzbar.
Frühere Schreibweisen in Hanja waren 木槿, 槿花 oder 舜, wobei die erstgenannte Variante (木槿) heute noch in China verwendet wird. Der rechte Teil von 槿 findet sich in einer Variante auch im Hanzi von 漢 (hàn), dem ersten Zeichen von 漢字 (hànzì), der (traditionellen) chinesischen Schreibweise des Wortes für "Chinesische Schrift".
Es ist die Nationalblume Südkoreas. Sie wurde zwar nie offiziell zur Nationalblume erklärt, aber die Koreaner haben die Mugunghwa seit dem Ende des 19. Jahrhunderts als Nationalblume betrachtet. Die Koreaner züchten die Mugunghwa seit über 2000 Jahren. In einem Geografiebuch, das in China zur Zeit der Streitenden Reiche geschrieben wurde, ist zu lesen:
„Im Land der Edelmänner gibt es Scharonrosen, die am Morgen blühen und am Abend verwelken.“
Sie wird sogar in der südkoreanischen Nationalhymne erwähnt:
Wir Koreaner werden immer wachen über unser Land mit seinen Flüssen und herrlichen Bergen, auf denen die Sharonrose blüht.
Auf dem Staatsemblem und der Ein-Won-Münze ist die Sharonrose als Nationalblume abgebildet.

## Bilder

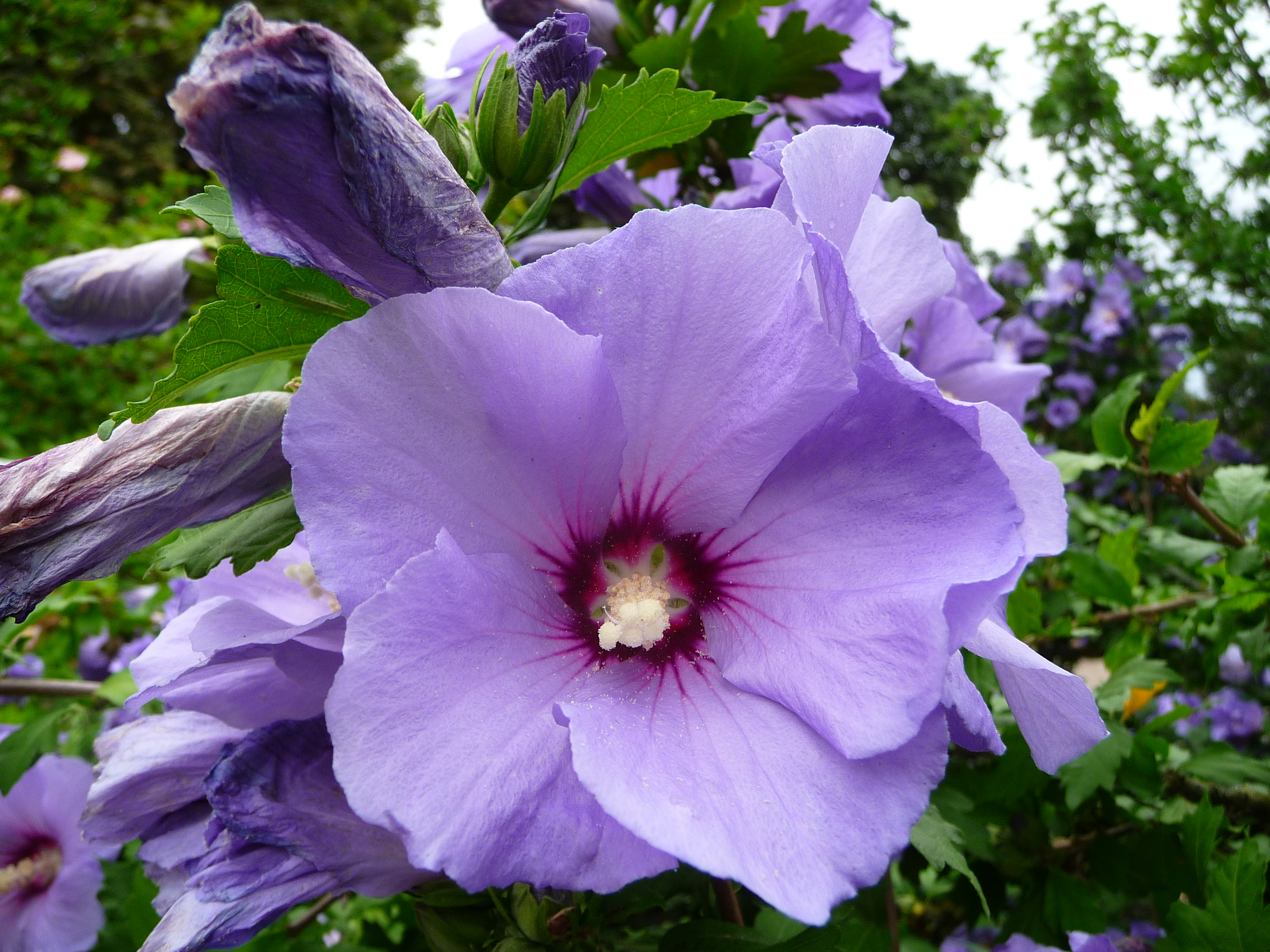
Blüte und Knospe
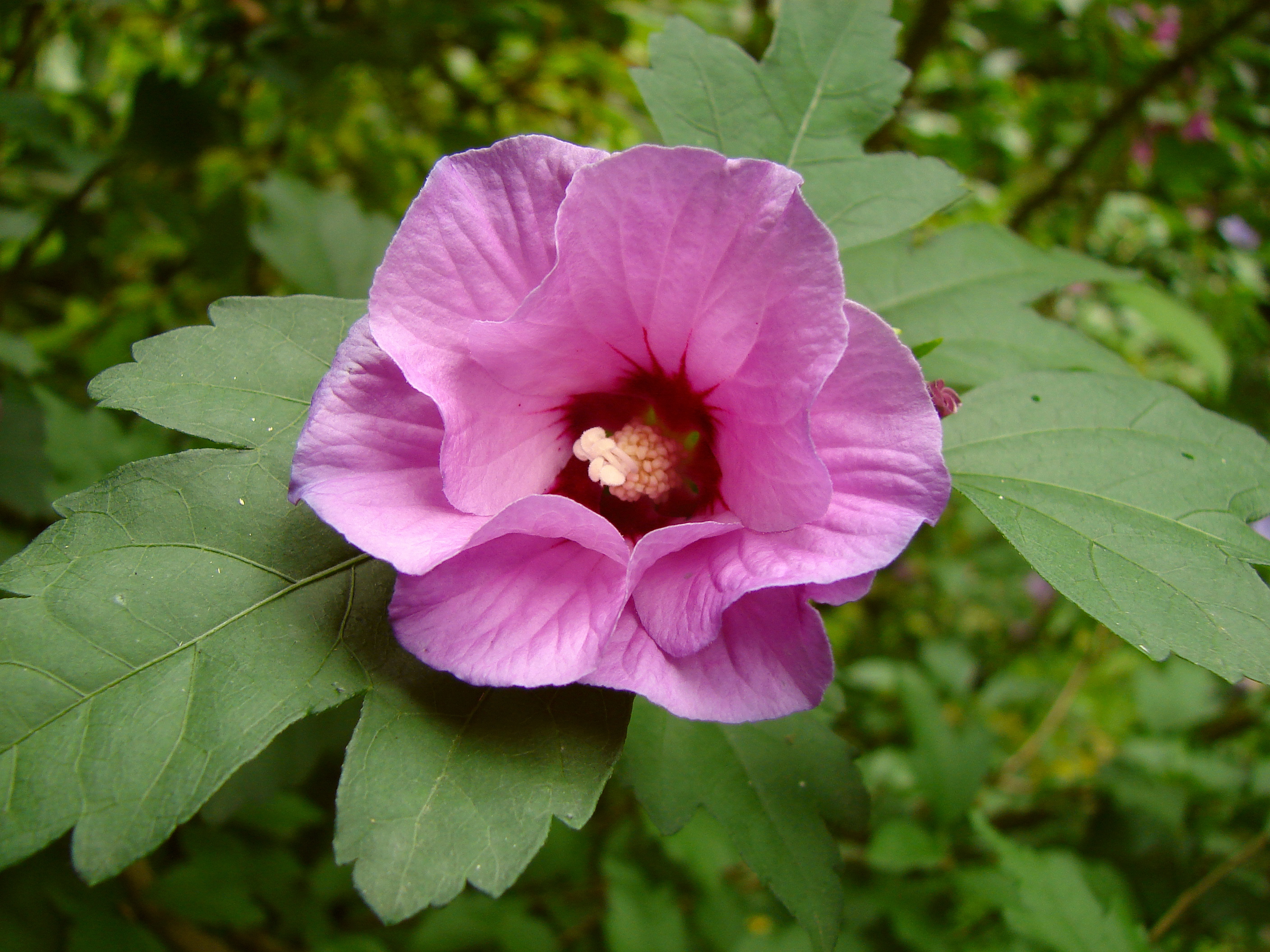
Blüte
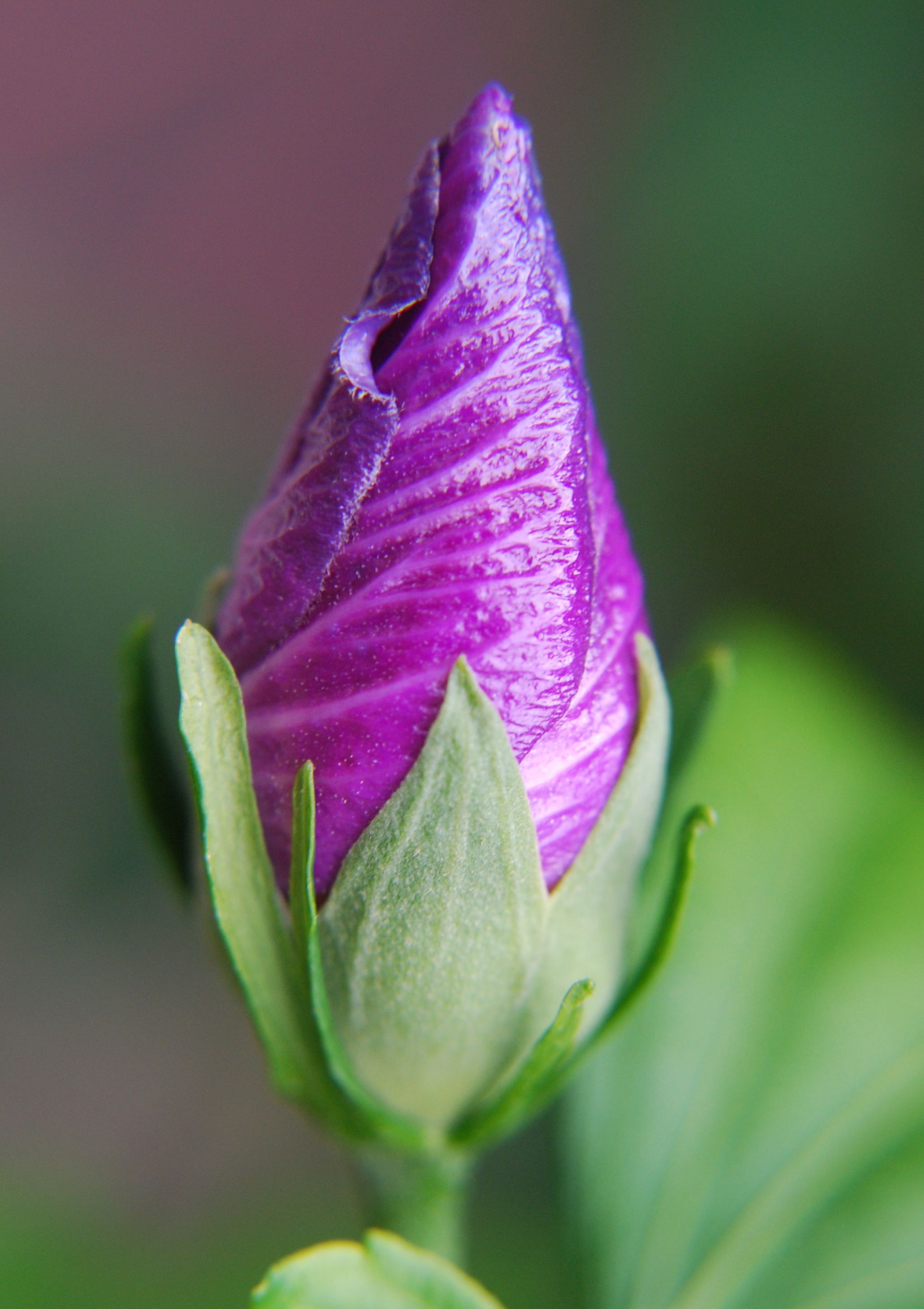
Knospe kurz vor dem Aufblühen; zu erkennen ist der grüne Außenkelch und hellere Kelch
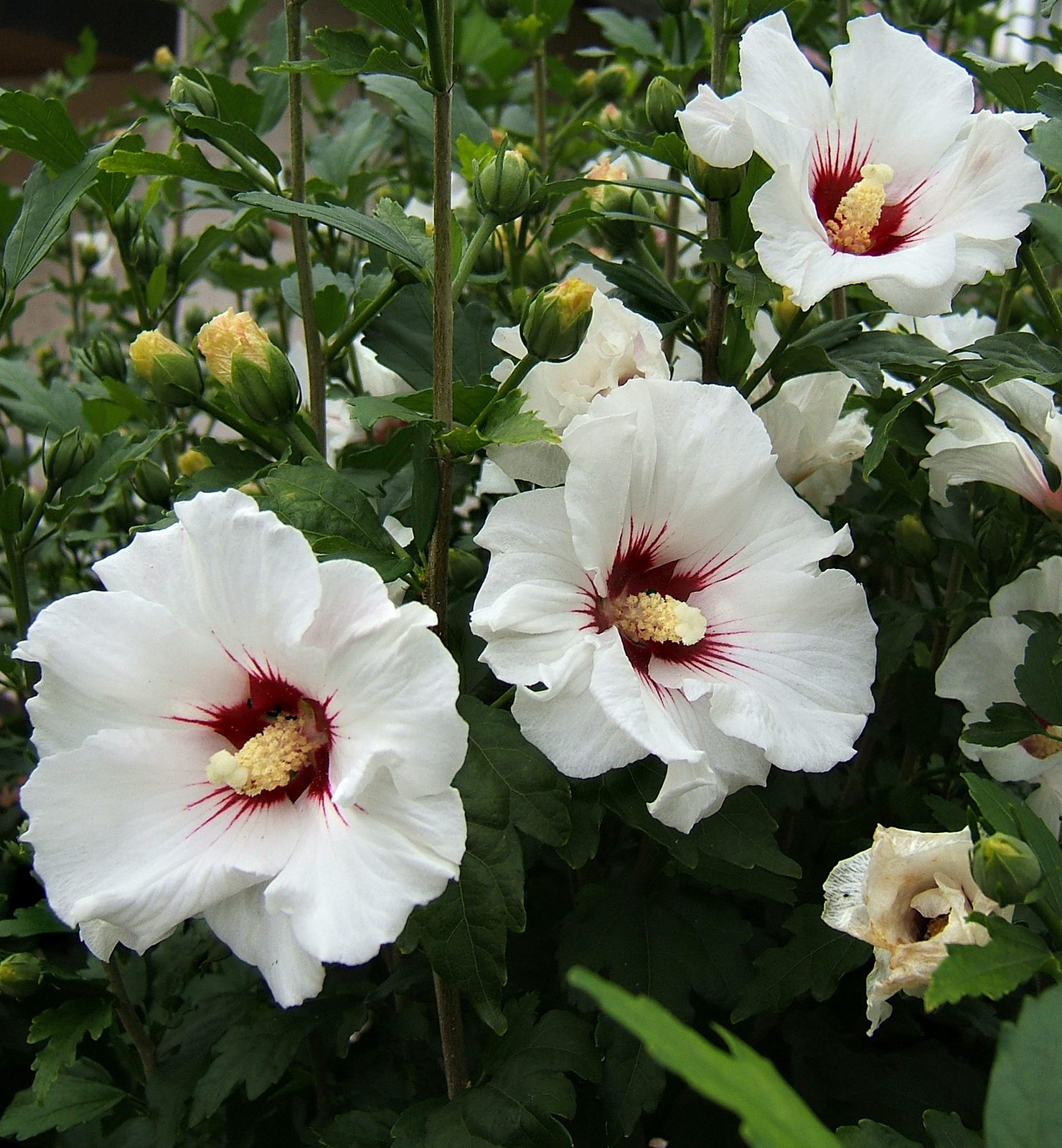
Blüte mit auffälliger Columna
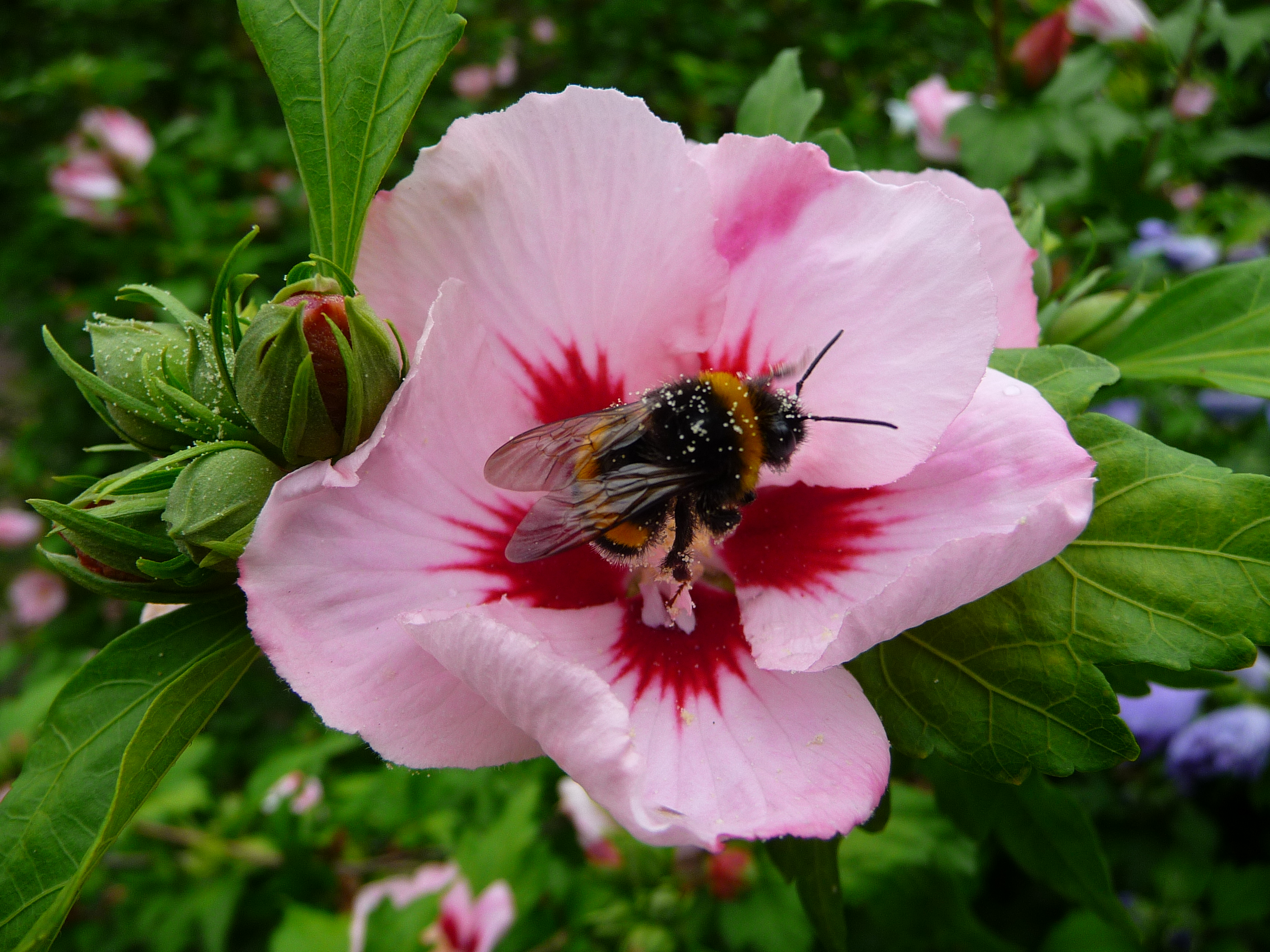
Nahrungsangebot für viele Insekten
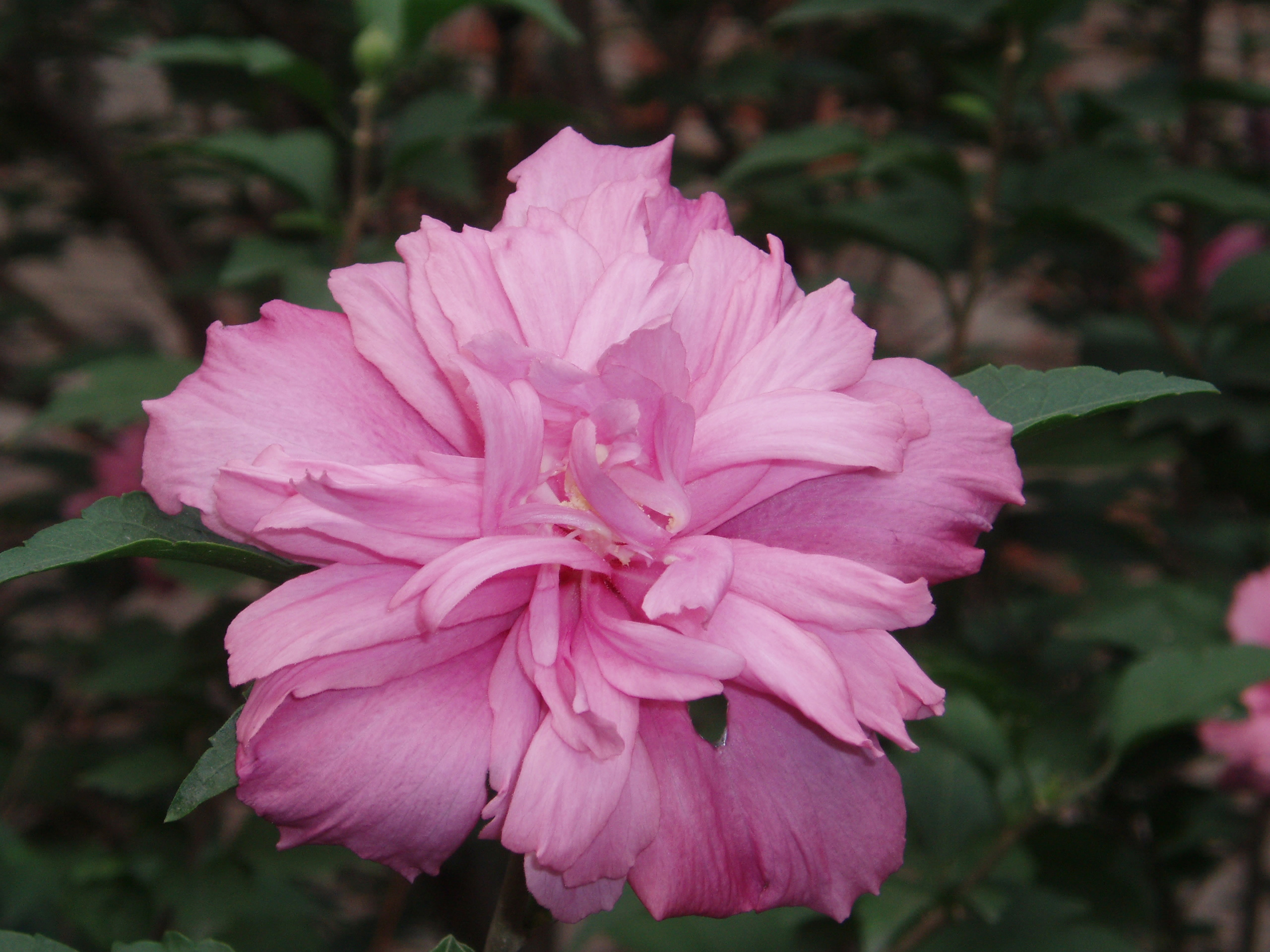
Gefülltblühende Sorte
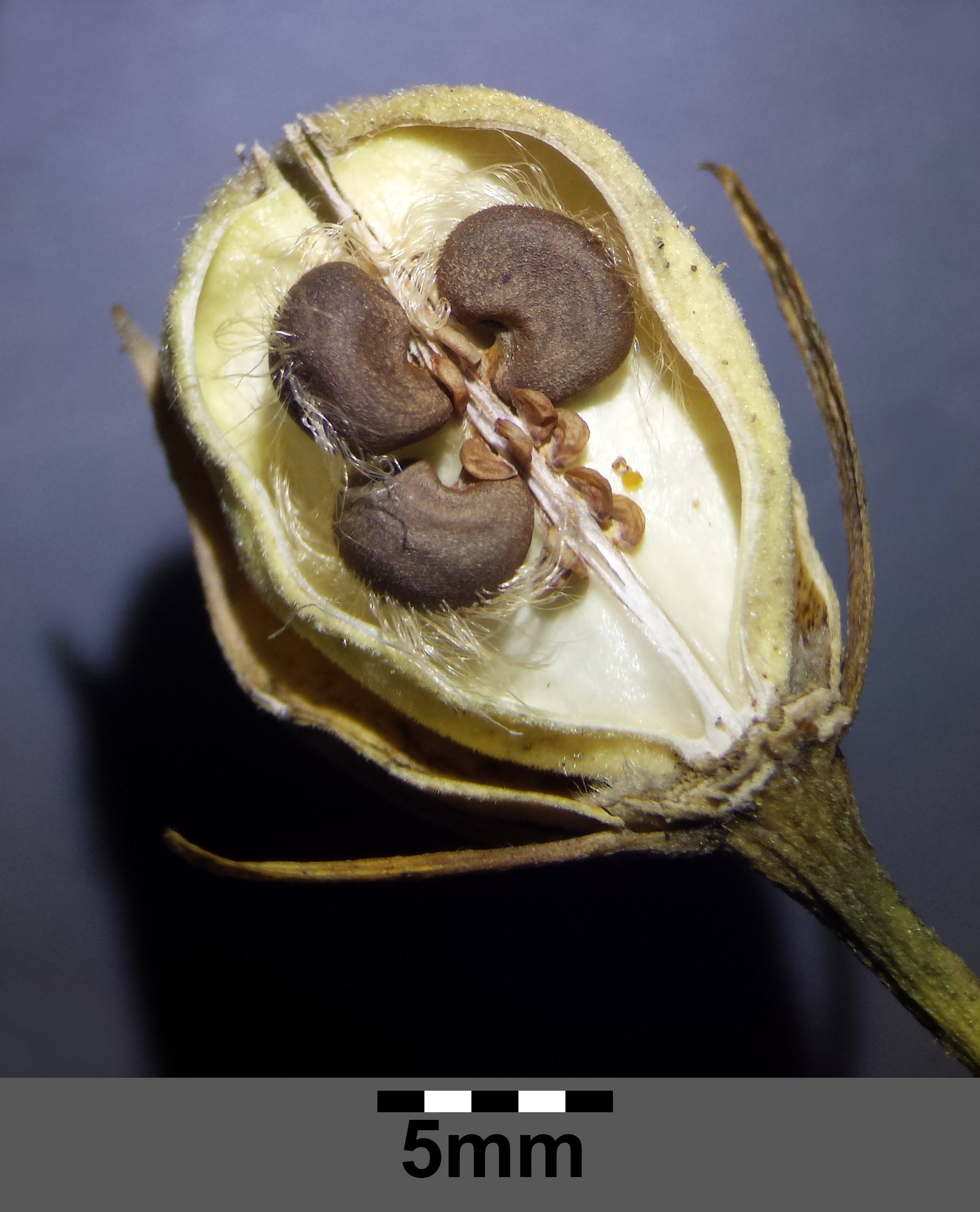
Geöffnete Fruchtkapsel mit Samen. Diese weisen am Rand Haare auf.